# Cosmarium bipunctatum
Cosmarium bipunctatum là một loài Song tinh tảo trong họ Desmidiaceae, thuộc chi Cosmarium.